# 盧善英
- 盧善英
- ノ・ソニョン
- ノ・ソンヨン

盧 善英（ノ・ソニョン、朝鮮語: 노선영、1989年10月19日 - ）は、大韓民国のスピードスケート選手で、女子のスピードスケート長距離種目1500mの大韓民国記録保持者。冬季オリンピックに4回出場した。

## スケート歴
盧は11歳からスケートを始めた。その5年後には韓国代表として2006年のトリノ冬季オリンピックの女子1500mと女子3000mに出場した。2007年アジア冬季競技大会では、女子1500mで4位。女子3000mでは5位となった。最初に重要な大会でメダルを獲得したのは、2007年の世界ジュニアスピードスケート選手権大会で、この時彼女はオールラウンド競技で金メダルを獲得した。次いで、2009年冬季ユニバーシアードで、イ・ジュヨン、金裕臨（キム・ユリム）とともに、女子チームパシュートの銀メダルを獲得した。2009年世界距離別スピードスケート選手権大会ではメダルには届かなかったが、2009-19年ISUスピードスケート・ワールドカップの1500mの競技では、1分56秒38の大韓民国新記録を出した。
盧は2010年のバンクーバー冬季オリンピックでも再び代表となり、女子1500mと女子3000mに出場した。廬はまた、女子チームパシュートにも、イ・ジュヨン、パク・ドヨンとともに出場したが、8位に終わった。2011年アジア冬季競技大会では、女子マススタートと女子チームパシュートで金メダルを獲得した。さらに1500mでも2位に入った。次いで、2013年世界距離別スピードスケート選手権大会では、女子チームパシュートで、パク・ドヨン、キム・ボルムとともに銅メダルを獲得した。
2014年のソチ冬季オリンピックでは、3度目となった女子1500mと女子3000mへの出場を果たした。女子チームパシュートにはキム・ボルム、梁信英とともに出場したが、再び8位に終わった。廬が最後に表彰台に上ったのは、2017年アジア冬季競技大会における女子チームパシュートで、キム・ボルム、パク・ジウとともに、優勝した日本チームに次ぐ2位に入った。
2017年10月、盧は2018年の平昌冬季オリンピックにおける女子チームパシュート韓国代表に選ばれた。しかし、国際スケート連盟の規定ではチームパシュートの出場選手は個人競技にも出場しなければならないとされており、盧が実際に出場できるか否かはオリンピックの2週間前まで確定しなかった。大韓氷上競技連盟は、この責任が自分たちの手続き上の瑕疵にあると認めた。ドーピング問題でロシア人の選手2名の参加が取りやめになったことで、盧は女子1500mに出場できることとなったが、この競技では14位に終わった。女子チームパシュートで、チームが7位に終わって準決勝進出に失敗した後、廬のチームメートであったキム・ボルムとパク・ジウは、芳しくない結果の責任が、ひとり大きく遅れてゴールした盧にあると非難したとされた。廬は競技後に泣いているところを、チームのボブ・デヨングコーチに慰められていた。

### 個人記録
| 女子スピードスケート | 女子スピードスケート | 女子スピードスケート | 女子スピードスケート | 女子スピードスケート |
| 競技                 | 結果                 | 日付                 | 場所                 | 注記                 |
| -------------------- | -------------------- | -------------------- | -------------------- | -------------------- |
| 500m                 | 40.75                | 2010年1月9日         | 帯広                 |                      |
| 1000m                | 1:17.89              | 2007年2月24日        | インスブルック       |                      |
| 1500m                | 1:56.38              | 2009年12月12日       | ソルトレイクシティ   | 大韓民国記録         |
| 3000m                | 4.09.55              | 2006年10月7日        | カルガリー           |                      |
| 5000m                | 7:21.27              | 2006年11月22日       | モスクワ             |                      |

## 私生活
盧はショートトラックスピードスケートの選手であった盧珍圭の姉である。盧珍圭は骨肉腫に罹患した後、2016年に亡くなった。